# 环蜥鳄属
環蜥鱷屬（學名：Cricosaurus）是種肉食性海生鱷類，屬於中喙鱷科。環蜥鱷是在1858年由約翰·安德烈亞斯·瓦格納命名，根據三個發現於德國的頭骨命名，年代為侏儸紀晚期的提通階。屬名在希臘文意為「環鱷魚」。
這三個頭骨分別歸類到不同種。環蜥鱷的相關資訊很少，先後有科學家認為環蜥鱷是中喙鱷、地龍、達克龍的次異名。根據近年的親緣分支分類法研究，環蜥鱷並非單系群。